# Jayavarman VIII
Jayavarman VIII (fl. XIII secolo) è stato un sovrano dell'Impero Khmer.
Forse nipote di Indravarman II, prese il potere nel 1243 e regnò fino alla 1295. Ebbe in sposa Sri Prabha, la figlia maggiore di un bramino, prete reale di Jayavarman VII.
Fervente induista, sotto il suo regno cessò il clima di tolleranza religiosa istituito da Jayavarman VII e rispettato dal successore Indravarman II. Si dedicò alla conversione dei templi buddisti in induisti e a distruggere, o convertire in lingam, migliaia di statue del Buddha (secondo alcune stime oltre 10000), compresa quella alta quasi 4 metri contenuta nel Bayon, ricostruita nel 1935 e visibile in un padiglione a nord-ovest del tempio.
In questo processo di riconversione religiosa, ma anche politica, probabilmente volto anche a ricostituire il culto del sovrano come devaraja (dio-re), vennero inoltre cancellati molti riferimenti ai suoi due predecessori buddisti.
Durante il suo regno, l'Impero Khmer venne minacciato dagli eserciti dei Mongoli, che in quel periodo tentavano di espandersi anche nel Sud Est asiatico. Per evitare lo scontro, attorno al 1285 Jayavarman VIII inviò un tributo a Kublai Khan e si dichiarò suo vassallo.
Malgrado la lunga durata del suo regno, gli viene attribuito un solo tempio esistente, perdipiù di ridotte dimensioni: il Prasat Top orientale, o Mangalartha, dal nome del bramino cui fu dedicato. La sua importanza risiede nel fatto di essere considerato l'ultimo tempio braminico costruito nel periodo classico di Ankgor. Secondo le iscrizioni presenti fu consacrato nel 1295.
Nel 1295 abdicò, probabilmente sotto costrizione, e gli succedette il cognato Srindravarman o Indravarman III.